# Svéd Királyi Tudományos Akadémia
A Svéd Királyi Tudományos Akadémia (svédül: Kungliga Vetenskapsakademien, KVA) a svéd királyi akadémiák egyike. Az Akadémia autonóm, nem-állami tudományos szervezet, melynek céljai a tudományok, elsősorban a természettudományok és a matematika fejlesztése.
Az Akadémiát 1739. június 2-án alapította a természettudós Carl Linnaeus, a merkantilista Jonas Alströmer, Mårten Triewald mérnök, Sten Carl Bielke és Carl Wilhelm Cederhielm köztisztviselők, valamint a politikus Anders Johan von Höpken.
Az akadémia főleg a praktikus tudományokra összpontosult, melynek eredményeit svéd nyelven adták ki, így terjesztve a tudást Svédországban. Ebben különbözött az uppsalai Királyi Tudományos Társaságtól, melyet 1719-ben alapítottak és eredményeit latin nyelven adta ki. Az Akadémiát szándékosan a kereskedelmileg fejlett svéd fővárosba helyezték el. A londoni Royal Society és a párizsi Académie des sciences-re mintázták.
Az Akadémia által kinevezett bizottságok ítélik oda a következő nemzetközileg elismert díjakat:
- Nobel-díj fizikából és kémiából[2]
- Közgazdasági Nobel-emlékdíj[3]
- Crafoord-díj csillagászatból és matematikából, földtudományból, biológiából (az ökológiára hangsúlyozva), valamint az ízületi gyulladásokról végzett tanulmányokért[4]
- Rolf Schock-díj logikából és filozófiából[5]
- Gregori Aminoff-díj kristálytanból[6]
- Oskar Klein-díj fizikából[7]

Továbbá a következő nemzeti díjakat is odaítéli:
- Göran Gustafsson-díj molekuláris biológiából, kémiából és gyógyászatból
- Söderberg-díj közgazdaságból és jogfilozófiából
- Tage Erlander-díj fizikából, kémiából, műszaki tudományokból és biológiából
- Ingvar Lindqvist-díj fizikából, kémiából, biológiából és matematikából